# Lichanura trivirgata
Espèce
Synonymes
- Charina trivirgata (Cope, 1861)
- Lichanura ruseofusca gracia Klauber, 1931
- Lichanura trivirgata gracia Klauber, 1931
- Lichanura myriolepis Cope, 1868
- Lichanura roseofusca Cope, 1868
- Lichanura trivirgata roseofusca Cope, 1868
- Lichanura trivirgata saslowi Spiteri, 1987
- Lichanura trivirgata bostici Spiteri, 1991
- Lichanura trivirgata arizonae Spiteri, 1991

Statut de conservation UICN

 LC  : Préoccupation mineure
Statut CITES
Lichanura trivirgata est une espèce de serpents de la famille des Boidae.Il est aussi appelé Boa rosé

## Répartition

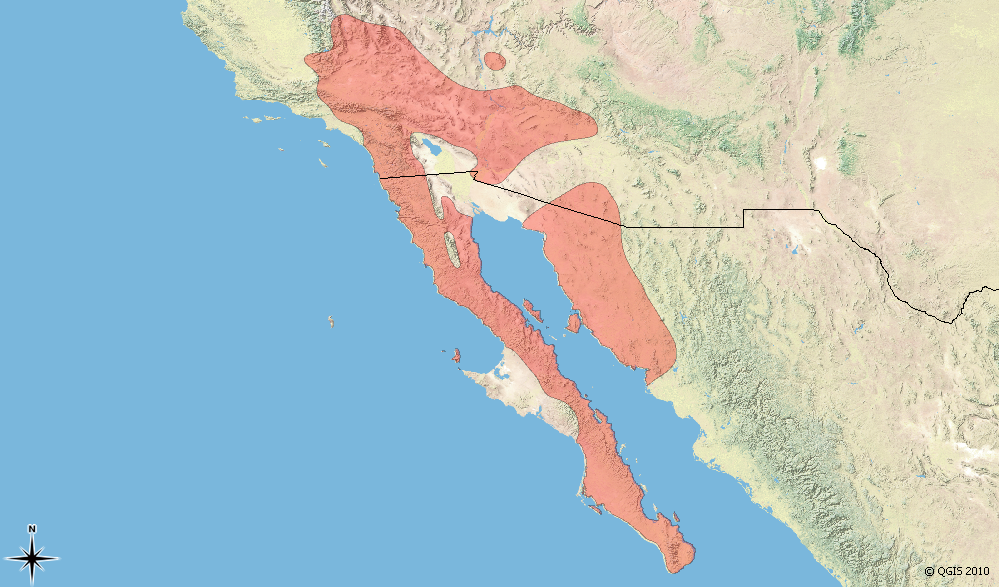
Distribution

Cette espèce se rencontre, :
- aux États-Unis en Californie et en Arizona ;
- au Mexique au Sonora, en Basse-Californie et en Basse-Californie du Sud.

## Description

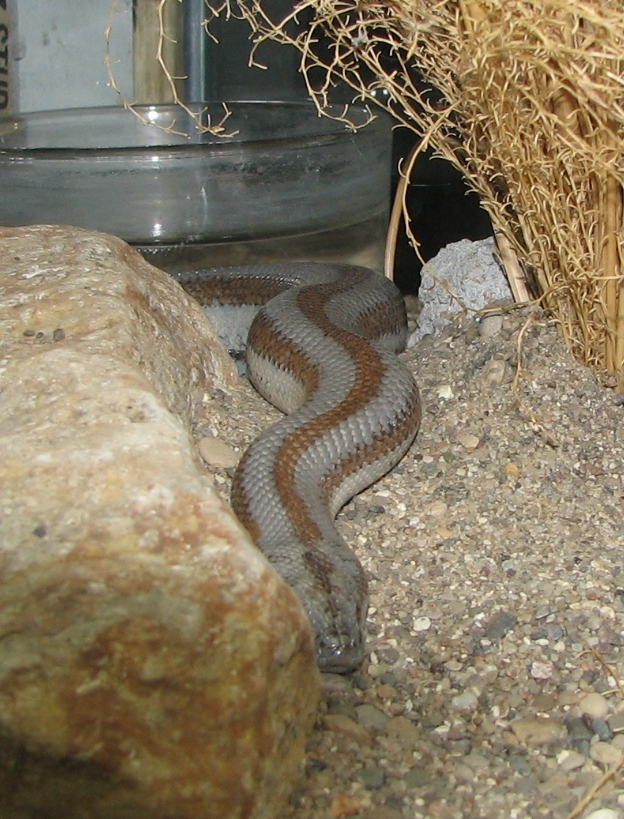
Lichanura trivirgata

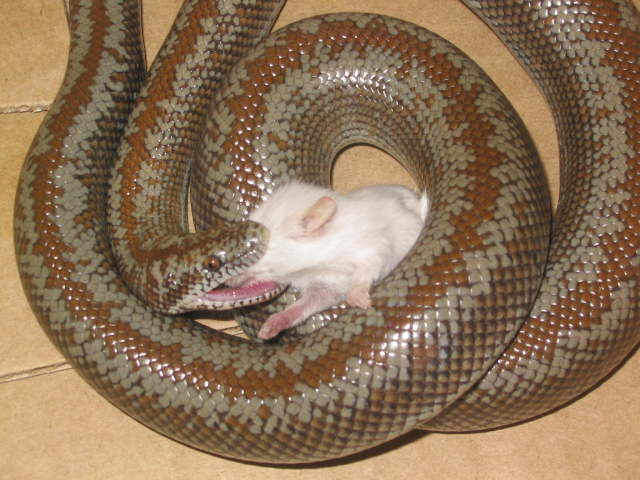
Lichanura trivirgata

Lichanura trivirgata mesure en moyenne 70 cm et a un corps assez massif. La femelle est généralement plus grande que le mâle. Il peut avoir une coloration plus ou moins nuancée mais en général, on observe une couleur de fond gris clair avec des bandes longitudinales marron ou orangées. Il possède des ergots cloacaux proéminents et ses yeux ont un iris en forme d’ellipse.

## Taxinomie
Les sous-espèces Lichanura trivirgata arizonae, Lichanura trivirgata gracia, Lichanura trivirgata roseofusca et Lichanura trivirgata saslowi ont été placées en synonymie avec Lichanura trivirgata.

## Publication originale
- Cope, 1861 : Contributions to the ophiology of Lower California, Mexico and Central America. Proceedings of the Academy of Natural Sciences of Philadelphia, vol. 13, p. 292-306 (texte intégral).